# أبو بكر بن الإخشيد
'أبو بكر أحمد بن علي بن ببعحور الإخشيد.(270 هـ - 326 هـ) شيخ المعتزلة وأحد أفاضلهم.كان ذا تعبد وزهادة ودراية بالحديث، ويحتج به في تواليفه، وكان يؤثر العلم وينفق على الطلبة، وله تواليف في الفقه، وفي النحو والكلام، وكان لا يفتر من العلم والعبادة. توفي في شعبان سنة ست وعشرين وثلاث مائة.

## حياته
يعد من أفاضل المعتزلة وصلحائهم وزهادهم وكانت له ضيعة منها مادته، وكان يصرف أكثر ما يحمل إليه منها إلى العلم وأهله. ومع ذلك كان حسن الفصاحة. وله معرفة بالعربية والفقه. وله في الفقه عدة كتب. ومنزله في سوق العطش، في درب يعرف بدرب الاحشاد. وكان من محبته للعلم وورعه، يقول لوكيل له في ضيعته، لا تحدثني بشئ من أمر ضيعتي وتعمد ما يقيم رمقي ولا غنا بي عنه، ودعني أتوفر على العلم وعلى أمر الآخرة.

## روايته للحديث
روى عَنْ: أَبِي مُسْلِم الكجي، وموسى بْن إِسْحَاق الأَنْصَارِيّ، والفضل بْن الحباب الجمحي، وجعفر الفريابي، وقاسم بْن زكريا المطرز، وأحمد بْن الْحَسَن بْن عبد الجبار الصوفي، وغيره.

## مؤلفاته
له من التصانيف
- كتاب «نقل القرآن».
- كتاب «الإجماع».
- كتاب «اختصار تفسير محمد بن جرير».
- كتاب «المعونة في الأصول».

## وفاته
كانت وفاته بِبَغْدَادَ فِي يوم الأحد لثمان بقين من شعبان سنة ست وعشرين وثلاثمائة، وله إذ ذاك ست وخمسون سنة.